# استر اوفاریم
استر زاید که بیشتر با نام پس از ازدواجش استر اوفاریم (به عبری: אסתר עופרים) شناخته می‌شود، (زادهٔ ۱۳ ژوئن ۱۹۴۱) خواننده اسرائیلی است. او در مسابقه آواز یوروویژن ۱۹۶۳ با آهنگ "نرو" (T'en va pas) به نمایندگی از کشور سوئیس به مقام دوم رسید. او پس از ازدواج با ابی اوفاریم در سال ۱۹۵۸، به‌عنوان عضوی از گروه فولک معاصر استر و ابی اوفاریم در دهه ۱۹۶۰ به فعالیت می‌پرداخت. استر پس از طلاق، حرفه انفرادی موفقی را آغاز کرد.

## زندگی و حرفه

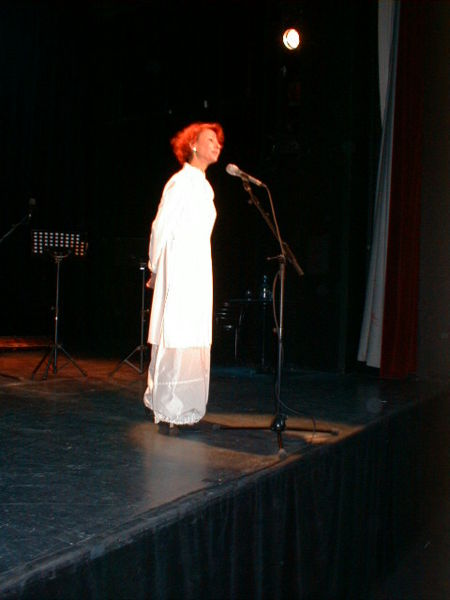
کنسرت

استر زاید در صفد (قیمومت بریتانیا بر فلسطین) در یک خانواده یهودی سوری به دنیا آمد. او از کودکی شروع به اجرا کرد و آهنگ‌های عبری و فولکلور بین‌المللی را خواند. در سال ۱۹۵۸، استر با ابی اوفریم، گیتاریست و رقصنده آشنا شد که بعدها با او ازدواج کرد. او در استودیوی رقص او در حیفا هنرآموز بود. استر چهار ماه در ارتش اسرائیل خدمت کرد.
اتو پرمینگر کارگردان آمریکایی استر را برای یک بازی در نقشی کوتاه در فیلم خروج (۱۹۶۰) انتخاب کرد. در سال ۱۹۶۰، استر نقش کاتزیا را در نمایشنامه افسانه سه و چهار در تئاتر هابیما به دست آورد. استر در سال ۱۹۶۱، برای نخستین بار در اولین جشنواره آهنگ پاپ اسرائیل در تل‌آویو برنده شد. او در این جشنواره آهنگی را همراه با ارکستر صدای اسرائیل زیر نظر گری برتینی خواند.
او در سال ۱۹۶۲، اولین آلبوم انفرادی خود را منتشر کرد و از فرانک سیناترا در اجراهایش در اسرائیل دعوت شد. سپس رادیو صدای اسرائیل او را به جشنواره بین‌المللی آواز سوپوت در لهستان فرستاد. آهنگ او (Stav) نوشته موشه ویلنسکی و شیمشون هالفی در این جشنواره، در جایگاه دوم قرار گرفت.
استر در سال ۱۹۶۳، با آهنگ "نرو" (T'en va pas) به نمایندگی از کشور سوئیس در مسابقه آواز یوروویژن شرکت کرد و مقام دوم را به‌دست آورد.

## استر و ابی اوفاریم
استر پس از آنکه در سال ۱۹۵۸، با ابی اوفاریم ازدواج کرد، با هم گروه فولک دونفره استر و ابی اوفاریم را بنیان گذاشتند و او در دهه ۱۹۶۰ به‌عنوان عضوی از این گروه به فعالیت می‌پرداخت.